# The Night Watch
| 평가 점수 | 평가 점수 |
| 출처      | 점수      |
| --------- | --------- |
| Allmusic  | [ 1 ]     |

《The Night Watch》는 영국의 프로그레시브 록 밴드 킹 크림슨의 라이브 음반 (2CD 세트)으로, 1973년 11월, 네덜란드 암스테르담에서 녹음되어 1997년 10월 17일에 발매되었다.

## 배경
이 음반에는 킹 크림슨의 경력에서 중요한 연주가 담겨 있는데, 즉 즉흥곡 〈Trio〉와 〈Starless and Bible Black〉, 로버트 프립의 기악곡 〈Fracture〉, 그리고 곡 〈The Night Watch〉의 도입부가 그 출처이다. 이들은 모두 일부 편집을 거쳐 1974년 음반 《Starless and Bible Black》에 수록되었다. 사전 녹음된 《(No Pussyfooting)》의 발췌 부분이 〈21st Century Schizoid Man〉의 끝부분에 나타나는데, 이는 《USA》의 시작 부분에 포함된 것과 유사하다.

## 제작
이 콘서트는 1973년 11월 23일, 네덜란드 암스테르담의 콘세르트헤바우에서 공연되었다. 콘서트의 대부분은 BBC에 의해 생방송으로 송출되었고 청취자들에 의해 녹음되었으며, 방송의 해적판 음반이 팬들 사이에서 유통되었다. 콘서트는 〈Larks' Tongues in Aspic (Part I)〉의 버전으로 시작했는데, 그 녹음은 지금까지 발견되지 않았다. 일부 해적판 음반들은 그것을 보유하고 있다고 주장하지만, 그것들은 다른 출처의 녹음이다. 이 음반은 로버트 프립과 데이비드 싱글턴이 설립한 음반사 디서플린 글로벌 모바일이 발매한 최초의 아카이브 녹음물 중 하나였다.

## 커버 아트
많은 킹 크림슨 음반의 커버와 마찬가지로, 《The Night Watch》의 커버에는 P. J. 크룩의 그림이 사용되었으며, 그 그림의 제목 또한 《The Nightwatch》이다. 음반 슬리브는 런던의 빌 스미스 스튜디오가 디자인했다.

## 곡 목록
| #  | 제목                                        | 작사·작곡                                | 재생 시간 |
| -- | ------------------------------------------- | ---------------------------------------- | --------- |
| 1. | 〈Easy Money〉                              | 로버트 프립, 존 웨튼, 리처드 파머제임스  | 6:14      |
| 2. | 〈Lament〉                                  | 프립, 웨튼, 파머제임스                   | 4:14      |
| 3. | 〈Book of Saturday〉                        | 프립, 웨튼, 파머제임스                   | 4:07      |
| 4. | 〈Fracture〉                                | 프립                                     | 11:28     |
| 5. | 〈The Night Watch〉                         | 프립, 웨튼, 파머제임스                   | 5:28      |
| 6. | 〈Improvisation: Starless and Bible Black〉 | 데이비드 크로스, 프립, 웨튼, 빌 브루퍼드 | 9:11      |

| #  | 제목                                | 작사·작곡                                                    | 재생 시간 |
| -- | ----------------------------------- | ------------------------------------------------------------ | --------- |
| 1. | 〈Improvisation: Trio〉             | 크로스, 프립, 웨튼, 브루퍼드                                 | 6:09      |
| 2. | 〈Exiles〉                          | 크로스, 프립, 웨튼, 파머제임스                               | 6:37      |
| 3. | 〈Improvisation: The Fright Watch〉 | 크로스, 프립, 웨튼, 브루퍼드                                 | 6:03      |
| 4. | 〈The Talking Drum〉                | 크로스, 프립, 웨튼, 브루퍼드, 제이미 뮤어                    | 6:34      |
| 5. | 〈Larks' Tongues in Aspic〉         | 프립                                                         | 7:51      |
| 6. | 〈21st Century Schizoid Man〉       | 프립, 이언 맥도널드, 그렉 레이크, 마이클 자일스, 피터 신필드 | 10:38     |